# Damien (South Park)
Pour les articles homonymes, voir Damien.
Damien est le dixième épisode de la première saison de la série animée South Park. Il a été diffusé pour la première fois sur la chaîne de télévision Comedy Central aux États-Unis le 4 février 1998.
L’épisode a été écrit par les cocréateurs Trey Parker et Matt Stone et Brian Graden, producteur pour la télévision américaine. Réalisé par Trey Parker, l'épisode fut déconseillé aux moins de 14 ans aux États-Unis à cause du langage grossier et de la violence. L'épisode est une satire sur la religion, la foi et la nature du bien et du mal, ainsi qu'une critique sur le mercantilisme, le culte des célébrités en Amérique et la nature des enfants. À l'origine, cet épisode avait été écrit pour être un épisode à diffuser pour les fêtes de noël ; sa première diffusion a été remise à plus tard sur décision de Parker et Stone, qui décidèrent de faire de Monsieur Hankey, le petit caca Noël l'épisode des vacances de la saison.
Damien reçut une majorité de commentaires positifs et a eu une audience de plus de 3,2 millions de téléspectateurs lors de sa première diffusion, ce qui en a fait le programme câblé le plus vu de la semaine de sa diffusion. L'épisode est marqué par la première apparition de Satan, qui deviendra un personnage récurrent de South Park, de même que Damien, qui a été inspiré par l'antagoniste d'un film d'horreur de 1976, La Malédiction. Parker et Stone ont également dit que l'épisode introduisait plusieurs traits caractéristiques de Cartman, développés par la suite tout au long du reste de la série. Michael Buffer, le speaker de matchs de boxe, mieux connu pour son slogan « Let's get ready to rumble! » en français : « Soyons prêts pour la bagarre », fait une apparition dans « Damien » dans son propre rôle.

## Synopsis
Cartman est très excité quant à sa prochaine fête d'anniversaire et indique à chaque invité le cadeau qu'il veut recevoir de chacun (et quand ils protestent, il les menace de leur interdire de manger la nourriture que sa mère cuisinera, ce qui les décide immédiatement). Ils rencontrent un nouvel élève nommé Damien, fils de Satan, provenant du septième cercle de l'enfer. Les élèves se moquent de lui et, en réponse, Damien transforme Kenny en ornithorynque. Damien informe Jésus que Satan va revenir pour une ultime bataille avec lui, pour le Bien contre le Mal. Les habitants de South Park commencent à parier sur l'issue du combat, qui sera diffusé sur « payez pour voir » pour 49,95 $. Cartman est furieux d'apprendre que le match est prévu le même jour que sa fête, et les enfants hésitent à choisir entre les deux événements.
Tous les habitants parient sur la victoire de Jésus, mais commencent à perdre leur confiance quand Satan apparaît pour la pesée. Il est énorme et pèse un peu plus de 320 livres (150 kg), tandis que Jésus pèse seulement 135 livres (61 kg), et les citoyens de South Park commencent à changer leurs paris. Jésus blâme les habitants de South Park d'avoir transféré leurs paris sur Satan, et se plaint que dans toute la ville, il n'y ait plus qu'une personne qui parie encore sur sa victoire. Désespéré, Jésus demande à Stan, Kyle et Chef de l'aider à s'entraîner. Damien est convoqué chez M. Mackey, qui lui recommande d'essayer d'être gentil avec les autres élèves et de rester passif face aux mauvais traitements qu'ils lui infligent, afin de mieux s'intégrer. On apprend que le conseiller avait déjà donné ce conseil à Pip, qui n'a pourtant pas réussi à s'intégrer. Damien essaye de faire des excuses aux enfants pour avoir mis le feu à la cour de récréation et changé Kenny en ornithorynque, leur expliquant qu'il l'avait fait parce que "son père lui avait dit de le faire" et qu'il n'avait pas le choix. Toutefois, les enfants continuent de le malmener. La fête d'anniversaire de Cartman commence, en même temps que le match. Damien et Pip arrivent sans avoir été invités, mais les enfants acceptent finalement Damien après qu'il a envoyé Pip dans les airs et l'a fait exploser dans une pluie de feux d'artifice. Cependant, la fête se finit plus tôt que prévu, car Cartman met tout le monde dehors après avoir découvert que Kyle n'avait pas acheté le cadeau qu'il lui avait demandé.
Pendant ce temps, Jésus est découragé par la défiance dont il est victime, et ne rend pas les coups que lui donne Satan, malgré les railleries du démon. À la fin du premier round, Chef et les enfants encouragent Jésus. Inspiré, il finit par frapper son adversaire, d'un unique et faible coup de poing. Cependant, Satan se couche, et est déclaré out. Après la fin du décompte, Satan révèle alors son plan : En fait, c'est lui qui avait parié sur Jésus. De cette façon, en se couchant, il pourrait empocher un tas d'argent, et investir dans l'immobilier. Les citoyens sont furieux de s'être laissés berner, mais Stan leur rappelle que Jésus les avaient prévenus qu'il ne fallait pas parier sur Satan. Les citoyens obtiennent le pardon de Jésus, qui accepte leurs excuses. Kenny meurt quand Jimbo le confond avec un vrai ornithorynque et lui tire dessus. Damien dit au revoir à Stan et Kyle, disant que "son père est toujours sur les routes" et qu'il doit partir. Stan et Kyle ressentent de la sympathie envers Damien et disent que "les parents peuvent être très cruels". Pendant ce temps, Cartman a continué sa fête après avoir mis tout le monde dehors, et mange toute la nourriture tout seul.

## Réalisation
Damien a été écrit par les cocréateurs Trey Parker et Matt Stone, aidés par Brian Graden. L'épisode a été réalisé par Parker et Stone. « Damien » a été diffusé pour la première fois aux États-Unis le 4 février 1998. Il était très attendu d'une part parce que c'était le premier nouvel épisode de South Park depuis deux mois, depuis l'épisode spécial Noël « Monsieur Hankey, le petit caca Noël », qui avait connu un succès phénoménal lors de sa première diffusion le 17 décembre 1997,,. Avant que "Damien" ne soit diffusé, Mike Duffy de Detroit Free Press a dit que cet épisode allait « certainement devenir un des meilleurs de la série ». En fait, à l'origine, Parker et Stone avaient destinés "Damien" à être un épisode spécial Noël. D'ailleurs, quand ils avaient planifiés l'apparition de Mr Hankey dans la série, ils n'avaient pas encore décidé de faire de lui un personnage de Noël, jusqu'à ce que, pendant le tournage de « Damien », ils ne décident de faire Mr Hankey, le petit caca noël à la place. Néanmoins, ils ont décidé de terminer la réalisation de "Damien" en premier, même s'il ne sortirais pas avant l'épisode de « Mr Hankey ».
Parker a dit qu'ils n'avaient pas eu l'intention d'être offensants pour les Chrétiens ou n'importe quelle autre religion : "In South Park, Jesus is a great guy, he's on our show, and in this episode he's the hero. We're not in the business of  offending people. We're in the business of making people laugh." (Dans South Park, Jésus est un mec génial, il est dans notre série, et dans cet épisode, il est le héros. Notre travail n'est pas d'offenser les gens, notre travail, c'est de faire rire les gens). La manière dont Damien était traité par les autres élèves quand il a rejoint l'école, et les réactions de Damien à ce traitement ont été inspirés par une expérience de Parker en primaire, quand il est arrivé à l'école élémentaire de Cheyenne, Wyoming dans les trois dernières semaines de l'année scolaire. Parker a dit que "It was brutal... Everybody already had their little groups and the year was almost over, so I wasn't going to fit into any of them, and I just wanted to destroy and kill, which was the inspiration of this show." (C'était brutal... Tout le monde avait déjà son petit groupe d'amis et l'année était presque terminée, alors je ne pouvais entrer dans aucun de leurs groupes. Je voulais tout détruire et tous les tuer, ce qui m'a inspiré pour cette série).
Michael Buffer, le speaker de matchs de boxe, mieux connu pour son slogan « Let's get ready to rumble ! » (Soyons prêts pour la bagarre), fait une apparition dans son propre rôle dans « Damien ». Parker et Stone avaient à l'origine prévu d'utiliser le slogan sans Buffer, mais quand ils ont appris que Buffer avait fait déposer son slogan, ils l'ont inclus dans l'épisode après avoir obtenu les droits d'utilisation, qui coûtèrent presque autant d'argent que l'embauche de Buffer pour son apparition. Parker et Stone ont déclaré que Buffer était amical et qu'ils avaient aimé travailler avec lui. La voix de l'acteur Mike Judge, le créateur de Beavis and Butt-head et King of the Hill, devait à la base faire la voix du personnage de Damien, et avait même déjà enregistré quelques-unes de ses répliques. Cependant, depuis que Judge vit à Austin, Texas, il est devenu trop compliqué pour lui de revenir pour réenregistrer ce qui avait été modifié dans le script et l'épisode. Stone a donc été contraint de doubler lui-même le personnage.
Lorsque "Damien" a été animé, la plupart des dessins et de l'animation qui avaient déjà été traités par Parker et Stone ont été délégués à une équipe d'animateurs. Le duo était particulièrement fier de l'animation durant le match de boxe entre Jésus et Satan, qui utilisait des éléments de perspective et de trois dimensions rarement utilisés dans la série avant ; Parker a déclaré que c'était "définitely the most action (oriented) stuff we'd done (so far)". (Certainement les meilleurs éléments d'action qu'ils avaient fait). Pendant qu'ils animaient Jésus, Parker et Stone ont délibérément bâclés quelques scènes. Parker a dit qu'ils l'avaient fait parce que c'était comme ça qu'apparaissait Jésus dans l'esprit de noël, un court métrage mal animé réalisé en 1995 par Parker et Stone et qui avait servi de précurseur pour South Park. Ils voulaient maintenir quelques nuances pour ce personnage.
Parker et Stone ont dit qu'un bon nombre de caractéristiques de Cartman qui allaient être abordées tout au long de la série avaient débuté dans cet épisode. Spécifiquement, sa voix a prise plus de hauteur en VO, et est devenue plus nasale et pleurnicharde que dans les épisodes précédents ; Stone considère cette voix comme un "accent d'auto-complaisante". (self-indulgence accent). La plupart de ses maniérismes vocaux ont également été développés dans l'épisode, y compris son usage du son « Nyah » lorsqu'il dit le mot « here », et la manière qu'il a de dire « Hey you guuuuuuys » quand il parle à ses amis. Parker, qui double Cartman en VO, a dit que les caractéristiques étaient venues naturellement pendant qu'il tournait l'épisode : "This show fore some reasons, for watever reason, maybe I just lost interest, but I was trying all these messed up things with him and all these sort of stuck.
Satan fait ici sa première apparition dans South Park. Il deviendra par la suite un personnage récurrent à la série. Bien que Satan ait l'air méchant et dépourvu de scrupules dans « Damien », il est dépeint, dans les épisodes suivants, comme quelqu'un de sensible et réfléchi, et constitue souvent un personnage très conflictuel. "Damien" est le premier épisode écrit par Parker et Stone où le conseiller Mr. Mackey et le père Maxi apparaissent, mais ils ont été aussi inclus dans Mr Hankey, le petit caca noël, qui a été diffusé en premier. D'ailleurs, même si Jésus a été introduit comme personnage de South Park dans las épisodes précédents, c'est dans « Damien » qu'il interagit pour la première fois avec les personnages principaux en dehors de son émission débat « Jésus et ses Potes ». Parker a dit que beaucoup des téléspectateurs pensaient que le personnage était un fou qui se prenait pour Jésus, Et lui et Stone désiraient démontrer dans cet épisode qu'il était censé être le vrai Jésus. « Damien » est aussi le premier épisode à utiliser le bar de South Park, qui est simplement appelé « Bar ».
Avant sa diffusion, Parker et Stone disaient que « Damien » serait le premier épisode où Kenny ne serait pas tué ; cependant, dans l'épisode, Kenny est tué par Jimbo à la fin du combat. Kenny est transformé en ornithorynque dans cet épisode, et Parker a dit que c'était parce que « Duck Billed palpytuses are something I've always been infatuated with. They're so bizarre. » (J'ai toujours adoré les ornithorynques. Ils sont juste trop bizarres !). Dans le scénario original, Pip, l'élève anglais mal-aimé inspiré par le personnage du même nom dans Les Grandes Espérances de Charles Dickens, était censé mourir, et être définitivement effacé de la série après « Damien », lorsque Damien projette Pip dans les airs et qu'il explose en une pluie de feux d'artifice. Cependant, Parker et Stone ont décidé qu'ils ne devraient tuer aucun élève, excepté Kenny. Ils ont donc décidé de ne pas tuer Pip et de continuer à l'utiliser dans les autres épisodes.
« Damien » a été publié plus tard, avec sept autres épisodes, dans un coffret de trois DVD en novembre 1998. Il a été inclus dans le second volume, qui incluait également les épisodes « Un éléphant fait l'amour à un cochon », « La Mort » et « Conjonctivite ». L'épisode ainsi que les autres douze de la première saison, ont été mis en vente le 12 novembre 2002. Parker et Stone ont enregistré des commentaires dans un CD séparément des DVD,.